# ケイトリン・サンデノ
ケイトリン・サンデノ（Kaitlin Sandeno、女性、1983年3月13日 - ）はアメリカ合衆国の元競泳選手で、オリンピックチャンピオン、世界選手権覇者、元世界新記録保持者である。サンデノは2004年のアテネオリンピック競泳の4 x 200m自由形リレーにおいて、当時の世界新記録を樹立して金メダルに輝いた。

## 来歴
カリフォルニア州オレンジ郡ミッションビエホ出身。10歳の時に地元のスイミングクラブ（ Nellie Gail Saddleback Valley Gators）に通い始めた。すぐに頭角を現し、トップスイマーの一人と目されるようになる。高校はレイクフォレストのEl Toro High School（英語版）に進学し、同校水泳部の選手となる。
17歳で迎えた2000年シドニーオリンピックにおいて、サンデノは800m自由形において銅メダルを獲得したほか、400m個人メドレーで4位入賞、200mバタフライで6位入賞を果たした。南カリフォルニア大学に進学後の2003年には、国内選手権において200m個人メドレー、400m個人メドレー及び200mバタフライの各レースで優勝を飾った。
21歳で迎えた2004年アテネオリンピックでは、サンデノは3個のメダルを獲得した。すなわち400m個人メドレーで銀メダル、400m自由形で銅メダル、そして圧巻は800m自由形リレーでの金メダルである。この時のメンバーは、ナタリー・コーグリン、カーリー・パイパー（英語版）、ダナ・ボルマーとサンデノで、旧東独チームが持っていた世界記録を17年ぶりに2秒以上縮める圧倒的な世界新記録であった。
2008年北京オリンピック国内選考会で敗れたサンデノは第一線の競技者引退を発表し、スポーツ放送の仕事に携わる。2010年5月にThink Physical Therapyに参加したサンデノは、これをヒントにSwim Tankというベンチャーを立ち上げた。同年のスイミングシーズンには、サンタアナにある私立カトリック系高校であるMater Dei High School（英語版）で水泳部コーチを務めた。
2014年の南京ユースオリンピック競泳開催時には、サンデノはNBCのアナリストを務めている。

## エピソード
憧れの競泳選手として、ジャネット・エバンスとサマー・サンダース（英語版）の名をあげている。またマイケル・フェルプスに準えて「女性版フェルプス」と呼ばれることに対し、サンデノは「その例えは何度も何度も伺いました。とてつもない賛辞で、非常に光栄なことです」と答えている。